# Bradysia yucollectia
Bradysia yucollectia är en tvåvingeart som beskrevs av Yang, Zhang och Yang 1998. Bradysia yucollectia ingår i släktet Bradysia och familjen sorgmyggor. Inga underarter finns listade i Catalogue of Life.